# Leichtathletik-Europameisterschaften 2012/800 m der Frauen

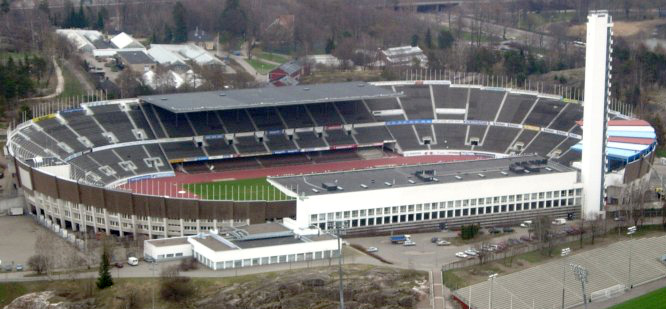
Das Olympiastadion Olympiastadion Helsinki im Jahr 2005

Der 800-Meter-Lauf der Frauen bei den Leichtathletik-Europameisterschaften 2012 wurde am 28. und 29. Juni 2012 im Olympiastadion der finnischen Hauptstadt Helsinki ausgetragen.
Europameisterin wurde die Britin Lynsey Sharp. Sie gewann vor der Belarussin Maryna Arsamassawa. Bronze ging an die Ukrainerin Lilija Lobanowa.

## Bestehende Rekorde
| Weltrekord           | 1:53,28 min | Jarmila Kratochvílová | München, BR Deutschland | 26. Juli 1983     |
| Europarekord         | 1:53,28 min | Jarmila Kratochvílová | München, BR Deutschland | 26. Juli 1983     |
| Meisterschaftsrekord | 1:55,41 min | Olga Minejewa         | EM Athen, Griechenland  | 8. September 1982 |

Der bereits seit 1982 bestehende EM-Rekord blieb auch bei diesen Europameisterschaften komplett unangetastet. In keinem der Rennen wurde die zwei-Minuten-Marke unterboten. Die schnellste Zeit erzielte die britische Europameisterin Lynsey Sharp om Finale mit 2:00,52 min, womit sie 5,11 s über dem Rekord blieb. Zum Welt- und Europarekord fehlten ihr 7,24 s.

## Doping
In diesem Wettbewerb gab es drei dopingbedingte Disqualifikationen. In zwei Fällen handelte es sich um russische Läuferinnen, in einem Fall um eine Athletin aus der Ukraine.
- Jelena Arschakowa (Russland), zunächst als Erste eingelaufen, wurde 2013 wegen anormaler Hämoglobinwerte in ihrem Biologischen Pass für zwei Jahre gesperrt, alle ihre Ergebnisse ab dem 12. Juli 2011 wurden rückwirkend annulliert.[2]
- Irina Maratschowa (Russland), zunächst auf Rang drei, wurde 2016 durch das Russische Olympische Komitee (ROC) wegen anormaler Hämoglobinwerte in ihrem Biologischen Pass für zwei Jahre gesperrt. Ihre bei den Europameisterschaften 2012 errungene Medaille musste sie abgeben.[3]
- Tetjana Petljuk (Ukraine), als Fünfte des ersten Vorlaufs ausgeschieden, wurde durch den Leichtathletikverband der Ukraine wegen Abweichungen in ihrem Biologischen Pass bis zum 17. Januar 2015 gesperrt. Unter anderem ihr Resultat bei den Europameisterschaften 2012 wurde annulliert.[4]

Leidtragende waren in erster Linie folgende fünf Läuferinnen:
- Drei Athletinnen, die ihre Medaillen erst mit Verspätung erhielten:
  - Die Britin Lynsey Sharp wurde erst später zur Europameisterin erklärt, nachdem sie zunächst als Silbermedaillengewinnerin gegolten hatte.
  - Die Belarussin Maryna Arsamassawa hatte als zunächst Vierte nicht an der Siegerehrung teilnehmen können und erhielt eine deutlich verspätete Silbermedaille.
  - Auch der Ukrainerin Lilija Lobanowa blieb die Siegerehrung als zunächst Fünfte vorenthalten und sie erhielt später ihre Bronzemedaille.
- Zwei Athletinnen, die eigentlich am Finale hätten teilnehmen dürfen:
  - Die Türkin Merve Aydın wäre über ihre Platzierung als Zweite des dritten Vorlaufs für das Finale qualifiziert gewesen.
  - Die Griechin Eleni Filandra wäre über ihre Zeit im Finale startberechtigt gewesen.

## Legende
Kurze Übersicht zur Bedeutung der Symbolik – so üblicherweise auch in sonstigen Veröffentlichungen verwendet:
| DOP | wegen Dopingvergehens disqualifiziert |
| DNS | nicht am Start (did not start)        |

## Vorrunde
Die Vorrunde wurde in drei Läufen durchgeführt. Die ersten beiden Athletinnen pro Lauf – hellblau unterlegt – sowie die darüber hinaus zwei zeitschnellsten Läuferinnen – hellgrün unterlegt – qualifizierten sich für das Finale. Darunter befanden sich zwei der drei Dopingsünderinnen.

### Vorlauf 1

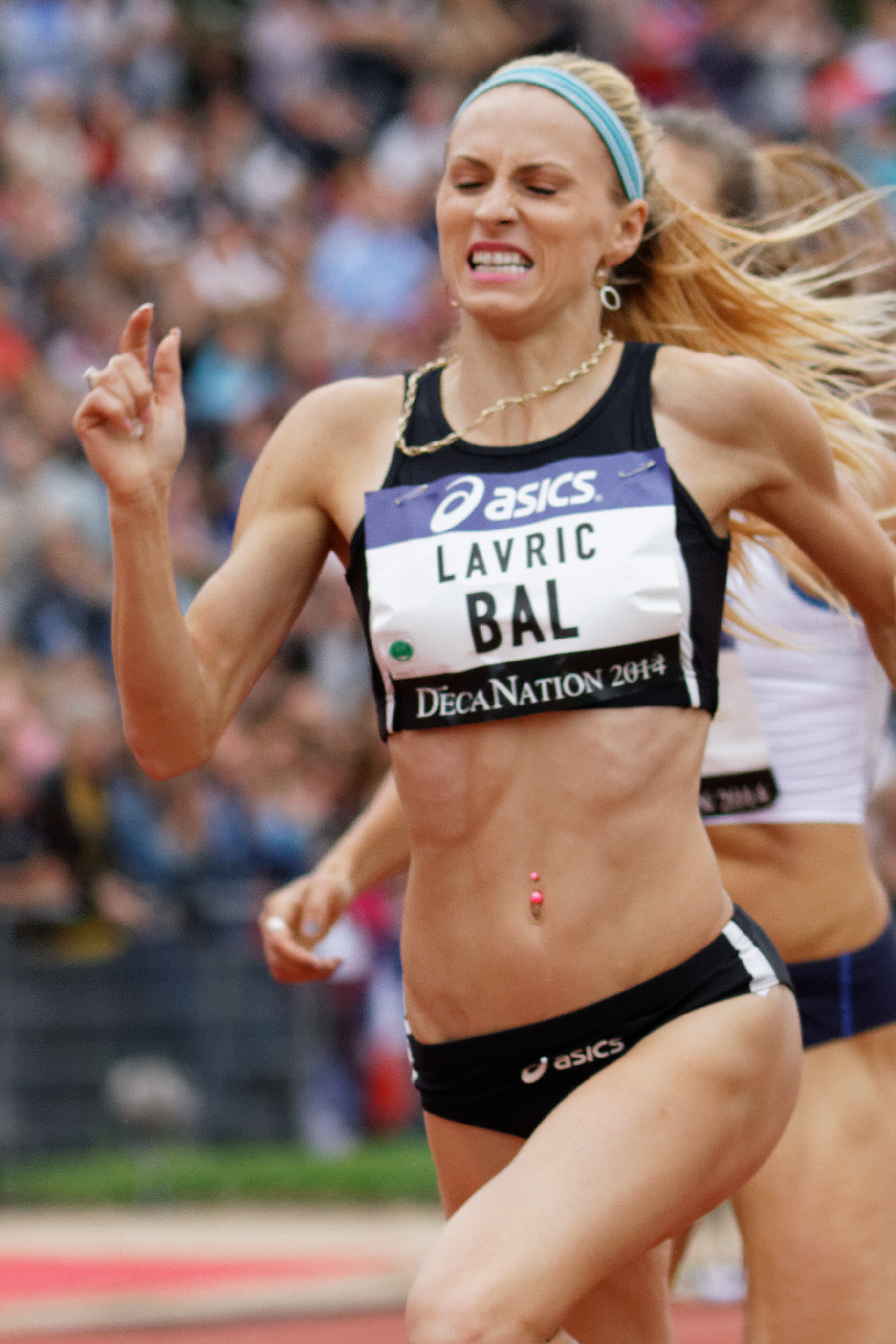
Mirela Lavric hatte auch über ihre Zeit keine Chance, sich für das Finale zu qualifizieren
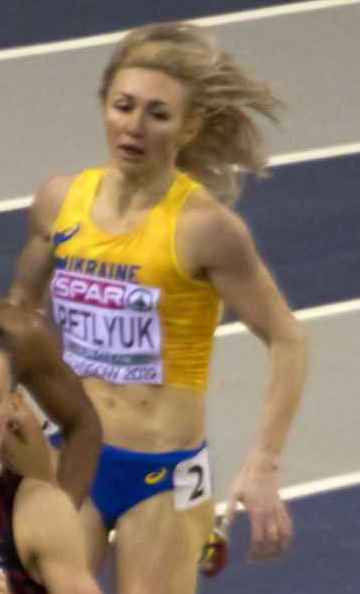
Tetjana Petljuk – Rang fünf und später wegen Dopingvergehens disqualifiziert

28. Juni 2012, 19:05 Uhr
| Platz | Name               | Nation         | Zeit (min)                        |
| ----- | ------------------ | -------------- | --------------------------------- |
| 1     | Lynsey Sharp       | Großbritannien | 2:01,88                           |
| 2     | Natalija Piliušina | Litauen        | 2:02,12                           |
| 3     | Teodora Kolarowa   | Bulgarien      | 2:02,45                           |
| 4     | Mirela Lavric      | Rumänien       | 2:11,61                           |
| DOP   | Jelena Arschakowa  | Russland       | 2:01,28 für das Finale zugelassen |
| DOP   | Tetjana Petljuk    | Ukraine        | 2:04,09                           |

### Vorlauf 2

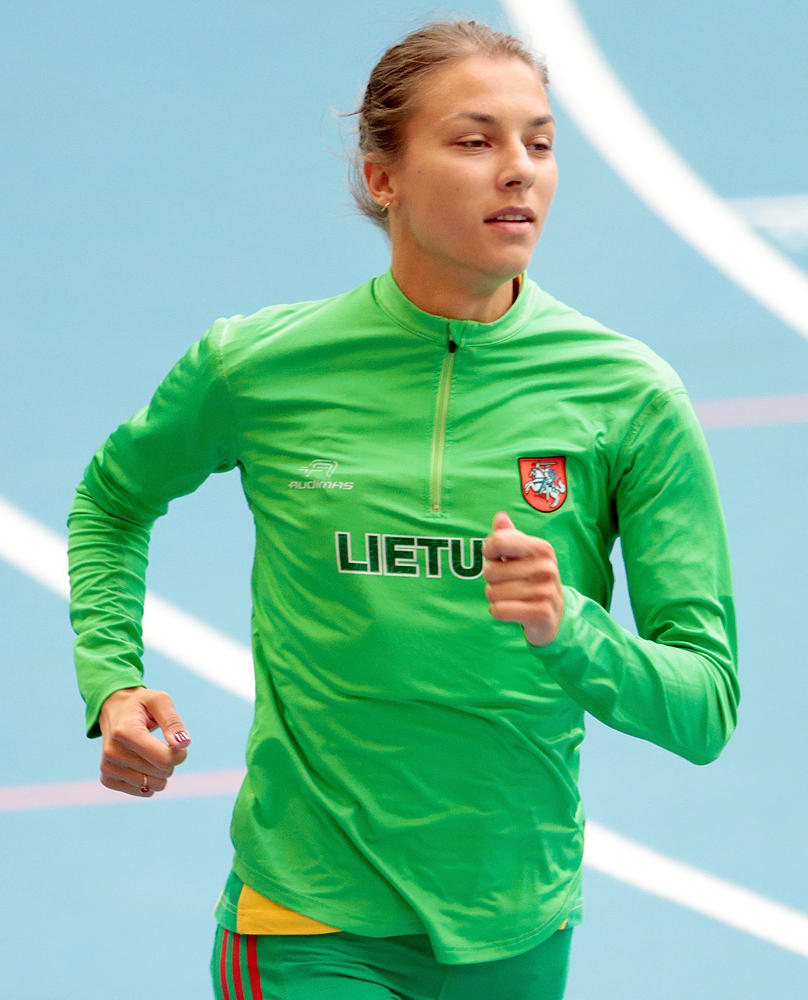
Eglė Balčiūnaitė – zweiter Vorlauf, Rang sechs

28. Juni 2012, 19:12 Uhr
| Platz | Name                | Nation         | Zeit (min)                                     |
| ----- | ------------------- | -------------- | ---------------------------------------------- |
| 1     | Maryna Arsamassawa  | Belarus        | 2:00,54                                        |
| 2     | Lilija Lobanowa     | Ukraine        | 2:01,60                                        |
| 3     | Jemma Simpson       | Großbritannien | 2:01,64                                        |
| 4     | Eleni Filandra      | Griechenland   | 2:02,37 eigentlich für das Finale qualifiziert |
| 5     | Eglė Balčiūnaitė    | Litauen        | 2:05,21                                        |
| 6     | Viktoria Tegenfeldt | Schweden       | 2:05,74                                        |

### Vorlauf 3

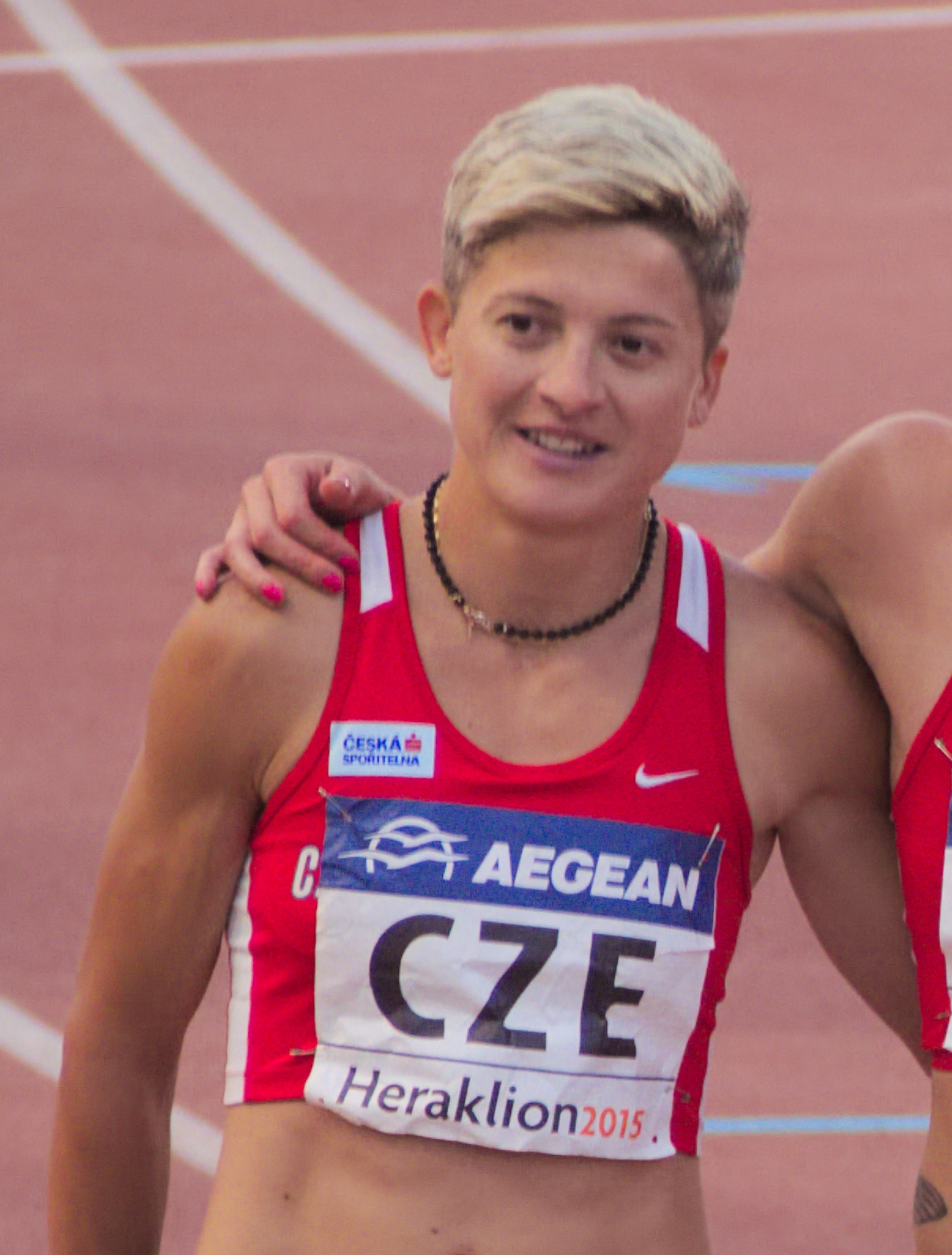
Lenka Masná verpasste die Finalteilnahme mit ihrem vierten Rang im dritten Vorlauf
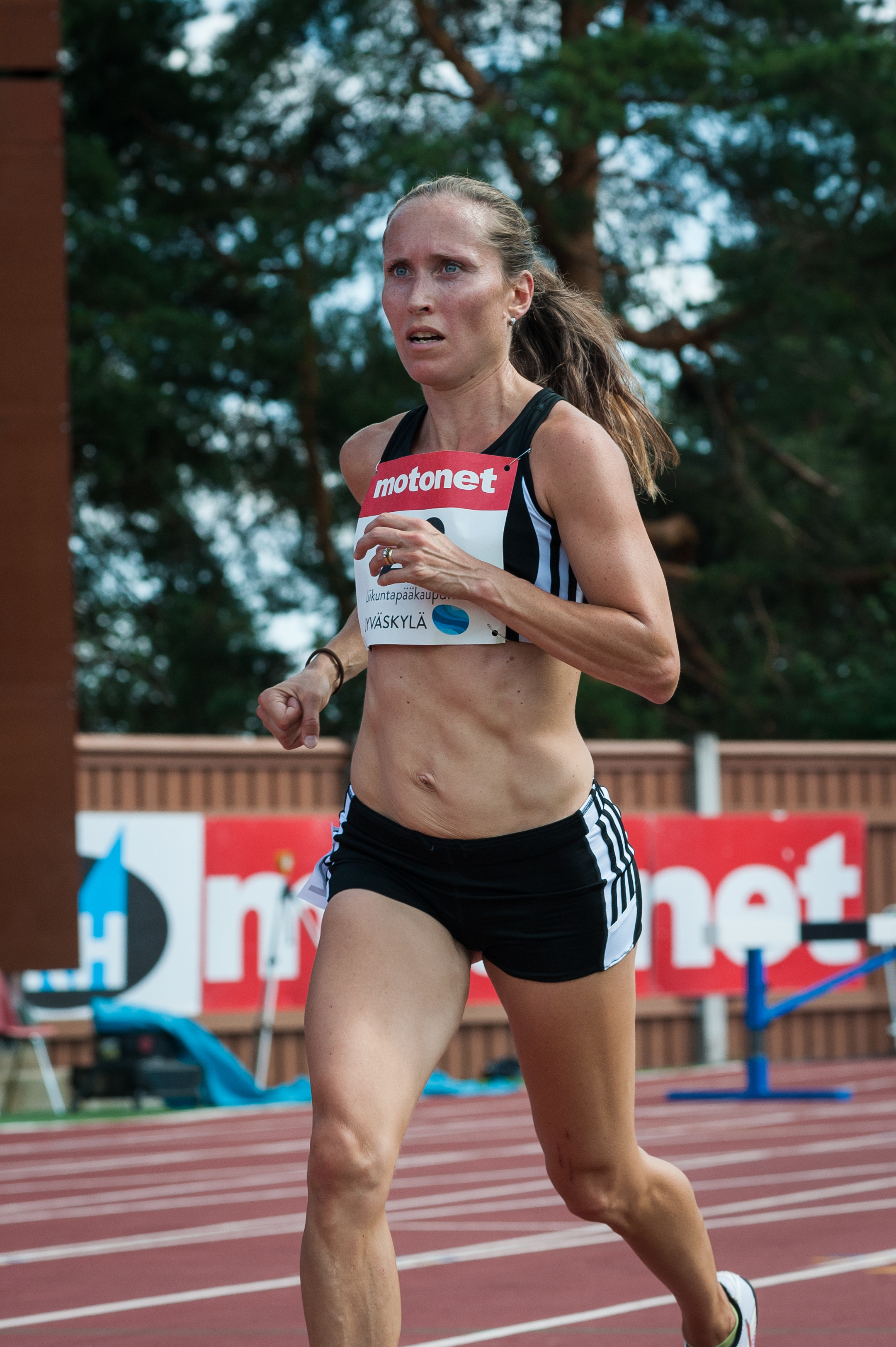
Suvi Selvenius erreichte als Fünfte ihres Vorlaufs nicht das Finale

28. Juni 2012, 19:19 Uhr
| Platz | Name                  | Nation         | Zeit (min)                                     |
| ----- | --------------------- | -------------- | ---------------------------------------------- |
| 1     | Lucia Klocová         | Slowakei       | 2:02,55                                        |
| 2     | Merve Aydın           | Türkei         | 2:02,81 eigentlich für das Finale qualifiziert |
| 3     | Ewelina Sętowska-Dryk | Polen          | 2:04,30                                        |
| 4     | Lenka Masná           | Tschechien     | 2:05,75                                        |
| 5     | Suvi Selvenius        | Finnland       | 2:06,39                                        |
| DOP   | Irina Maratschowa     | Russland       | 2:02,48 für das Finale zugelassen              |
| DNS   | Jenny Meadows         | Großbritannien |                                                |

## Finale

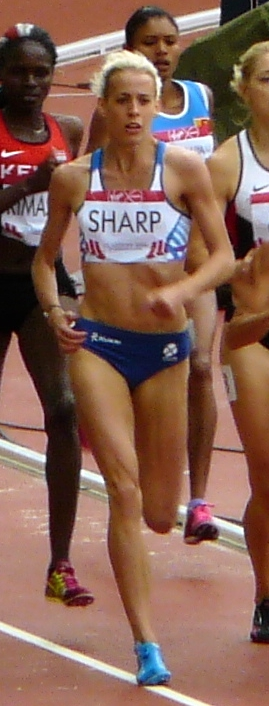
Europameisterin Lynsey Sharp

29. Juni 2012, 21:45 Uhr
| Platz | Name               | Nation         | Zeit (min) |
| ----- | ------------------ | -------------- | ---------- |
| 1     | Lynsey Sharp       | Großbritannien | 2:00,52    |
| 2     | Maryna Arsamassawa | Belarus        | 2:01,02    |
| 3     | Lilija Lobanowa    | Ukraine        | 2:01,29    |
| 4     | Lucia Klocová      | Slowakei       | 2:01,38    |
| 5     | Jemma Simpson      | Großbritannien | 2:02,14    |
| 6     | Natalija Piliušina | Litauen        | 2:06,59    |
| DOP   | Jelena Arschakowa  | Russland       | 1:58,51    |
| DOP   | Irina Maratschowa  | Russland       | 2:00,66    |

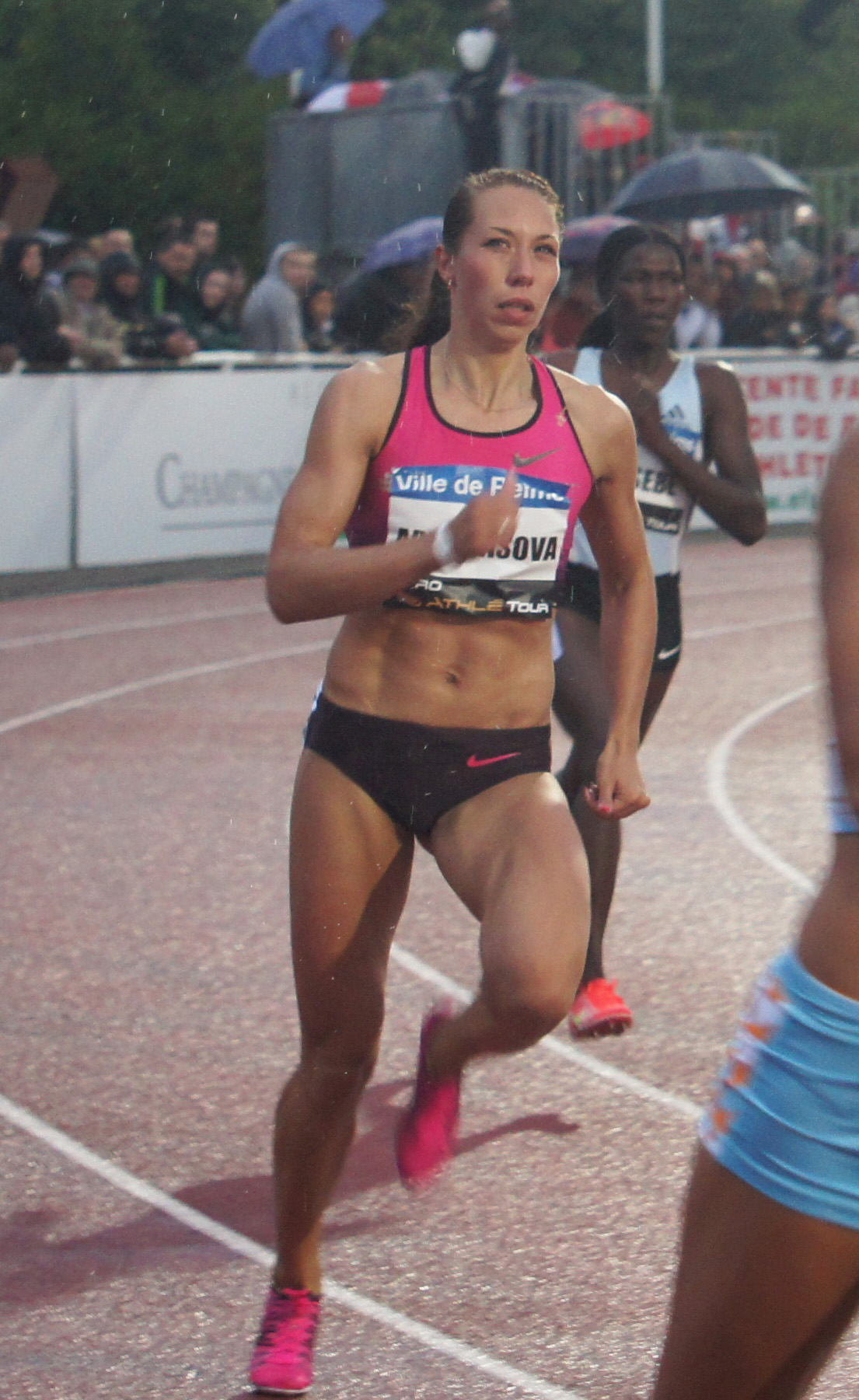
Vizeeuropameisterin Maryna Arsamassawa
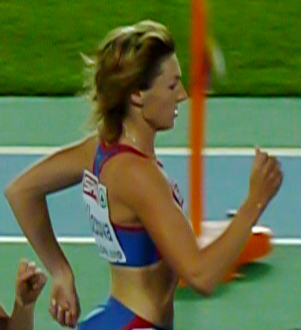
Lucia Klocová belegte Rang vier

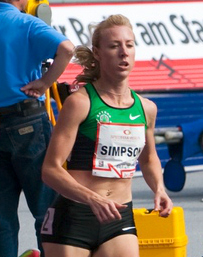
Jemma Simpson wurde Fünfte
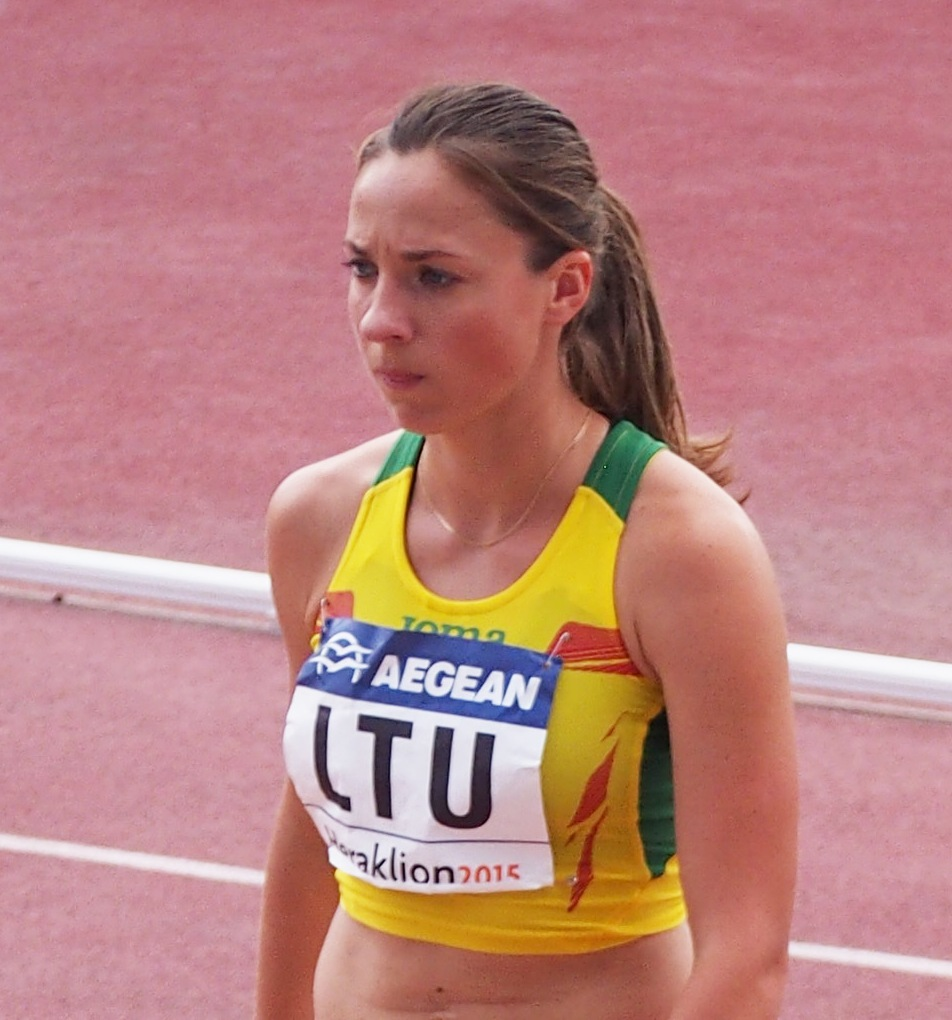
Natalija Piliušina erreichte Platz sechs
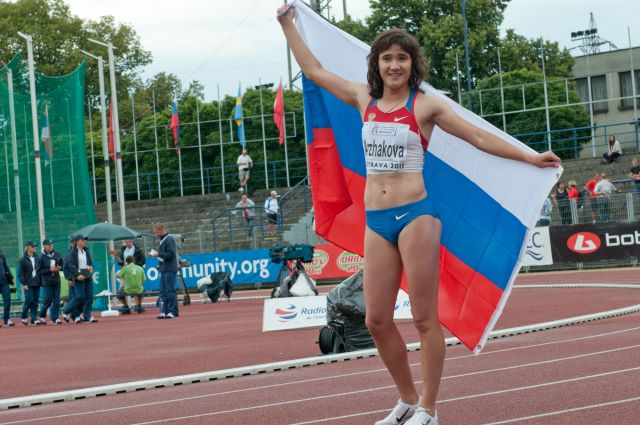
Jelena Arschakowa – nachträglich disqualifiziert wegen Dopingvergehens

## Videolink
- Yelena ARZHAKOVA 1:58.51 - 800m European Athletics Championships Helsinki 2012, youtube.com, abgerufen am 2. März 2023